# Film i Frankrike

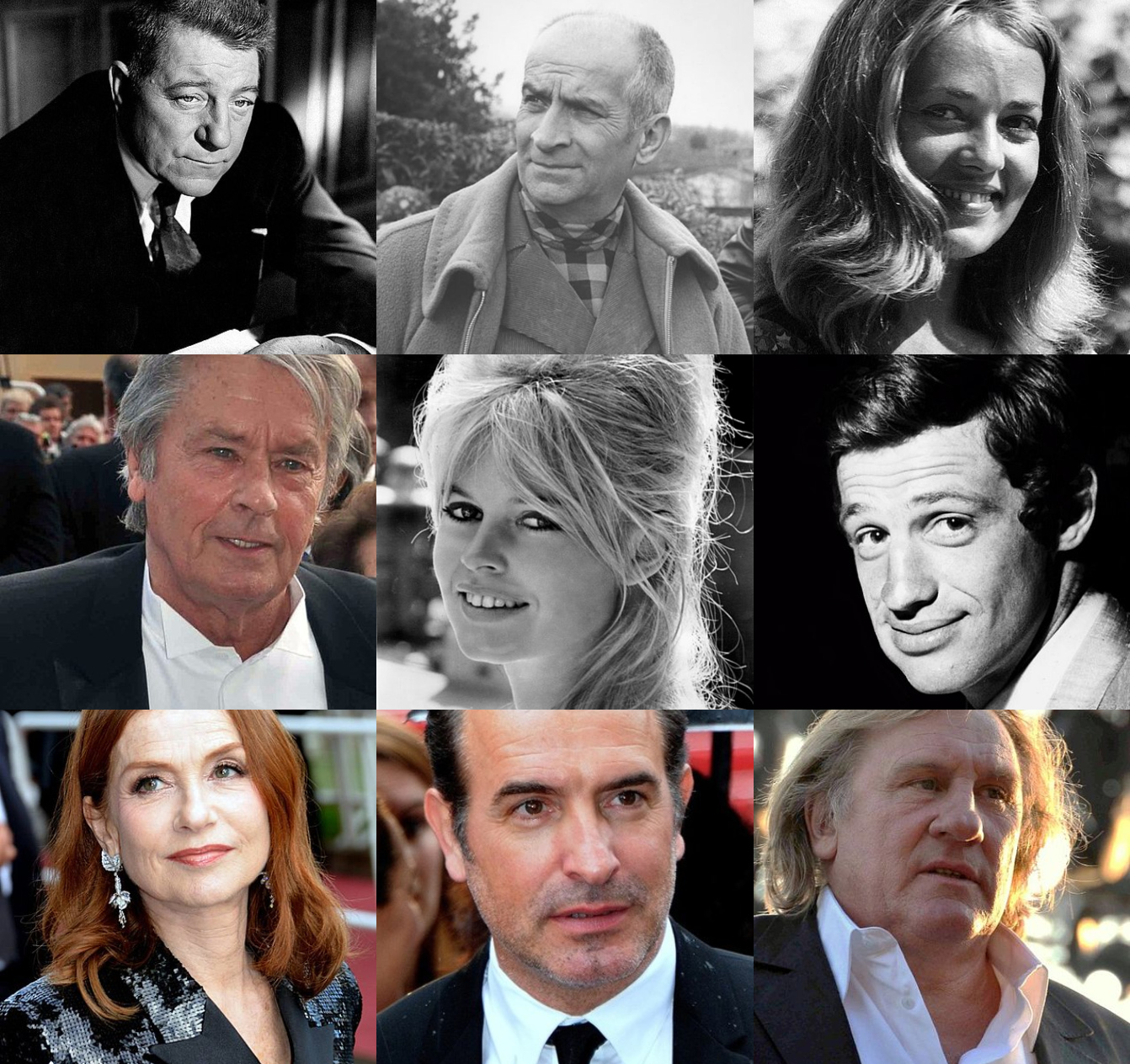
Jean Gabin, Louis de Funès, Jeanne Moreau, Alain Delon, Brigitte Bardot, Jean-Paul Belmondo, Isabelle Huppert, Jean Dujardin, Gérard Depardieu.

Fransk film har gamla traditioner. Många av filmens pionjärer kom från Frankrike: bröderna Lumière som gjorde världens första filmer, Émile Cohl som gjorde den första animerade filmen, samt Georges Méliès och Alice Guy-Blaché som båda var föregångare i att experimentera med tekniken.
Under mellankrigstiden var Abel Gance, Marcel Pagnol, René Clair och Jacques Feyder några framstående namn. Under 1930-talet kom även den poetiska realismen med bland andra Jean Vigo, Jean Renoir, Julien Duvivier och Marcel Carné som betydande filmskapare.
Det var i Frankrike man formulerade teorin om filmregissören som auteur (begreppet myntades i filmtidningen Cahiers du cinéma 1954). En auteur ska enligt denna filosofi vara den som med sina avsikter utformar filmen i alla avseenden. Den franska nya vågens regissörer försökte skapa sina filmer i enlighet med detta. På 1960-talet blev denna nya våg en av de viktigaste strömningarna inom filmen. Jean-Luc Godard, en kontroversiell anti-borgerlig regissör som gjort filmer som till exempel Utflykt i det röda (Week-end, en absurd road-movie), är en av de framstående regissörerna i den franska nya vågen. Andra berömda representanter är François Truffaut, Agnes Varda, Jacques Rivette och Claude Chabrol.
En motstående syn på auteurens roll formulerades av fransmannen Roland Barthes 1968 i essän "La mort de l’auteur" ("författarens död"), enligt vilken det är betraktarens tolkning som skapar filmens mening. Regissörens avsikter är då inte avgörande.
Även utlandsfödda filmskapare som polackerna Krzysztof Kieślowski och Roman Polanski har varit verksamma inom fransk film.
Idag är den franska filmindustrin den europeiska filmindustri som har det största antalet sålda biljetter. Utländska filmer som visas i Frankrike dubbas i regel till franska. Den franska staten har dessutom vissa lagar som säger att en viss procent film som visas på TV måste vara fransk, detta för att skydda den franska kulturen.

## Källhänvisningar
1. ↑  Riding, Alan (28 februari 1995). ”The New York Times”. ISSN 0362-4331. http://www.nytimes.com/1995/02/28/movies/the-birthplace-celebrates-film-s-big-1-0-0.html. Läst 1 november 2015.
2. ↑  Michael Glover Smith (18 maj 2012): Let’s Talk About Poetic Realism White City Cinema. Läst 24 april 2017.
3. ↑   Nya vågen i Nationalencyklopedins nätupplaga. Läst 25 april 2017.
4. ↑  Franska nya vågen Arkiverad 26 april 2017 hämtat från the Wayback Machine. filmtipset. Läst 25 april 2017.